# Ralf Bibiella
Ralf Bibiella (* 1964 in Kaufbeuren) ist ein deutscher Kirchenmusiker.

## Leben
Bibiella studierte Kirchenmusik und Dirigieren in Herford, Detmold und Bremen. Er legte das A-Examen und das Konzertdiplom (Prädikat „mit Auszeichnung“) ab.
Seit 1992 ist er Kantor und Organist an der Katharinenkirche in Oppenheim. Er ist mit der Kirchenmusikerin Katrin Bibiella verheiratet. Seine Mahler-Einspielung gemeinsam mit seiner Ehefrau wurde 2020 für den Deutschen Schallplattenpreis nominiert.

## Tondokumente
- Die Woehl-Orgel der Katharinenkirche zu Oppenheim. CD 2006.
- Orgeltranskriptionen. Ralf und Katrin Bibiella. CD 2018.
- Gustav Mahler: Symphonie Nr. IX. Transkription für Orgelduo. Ralf und Katrin Bibiella. CD Ambiente Audio 2019.